# Trichoglossus
Trichoglossus là một chi chim trong họ Psittacidae.